# Steendorp
Steendorp is een dorp in de Belgische provincie Oost-Vlaanderen en een deelgemeente van Temse. Steendorp was, sinds de afsplitsing van Bazel in 1881, een zelfstandige gemeente en dit tot aan de gemeentelijke herindeling van 1977.
Steendorp ligt op de linkeroever van de Schelde, stroomafwaarts van Temse. Net ten oosten van Steendorp ligt Rupelmonde.

## Geschiedenis

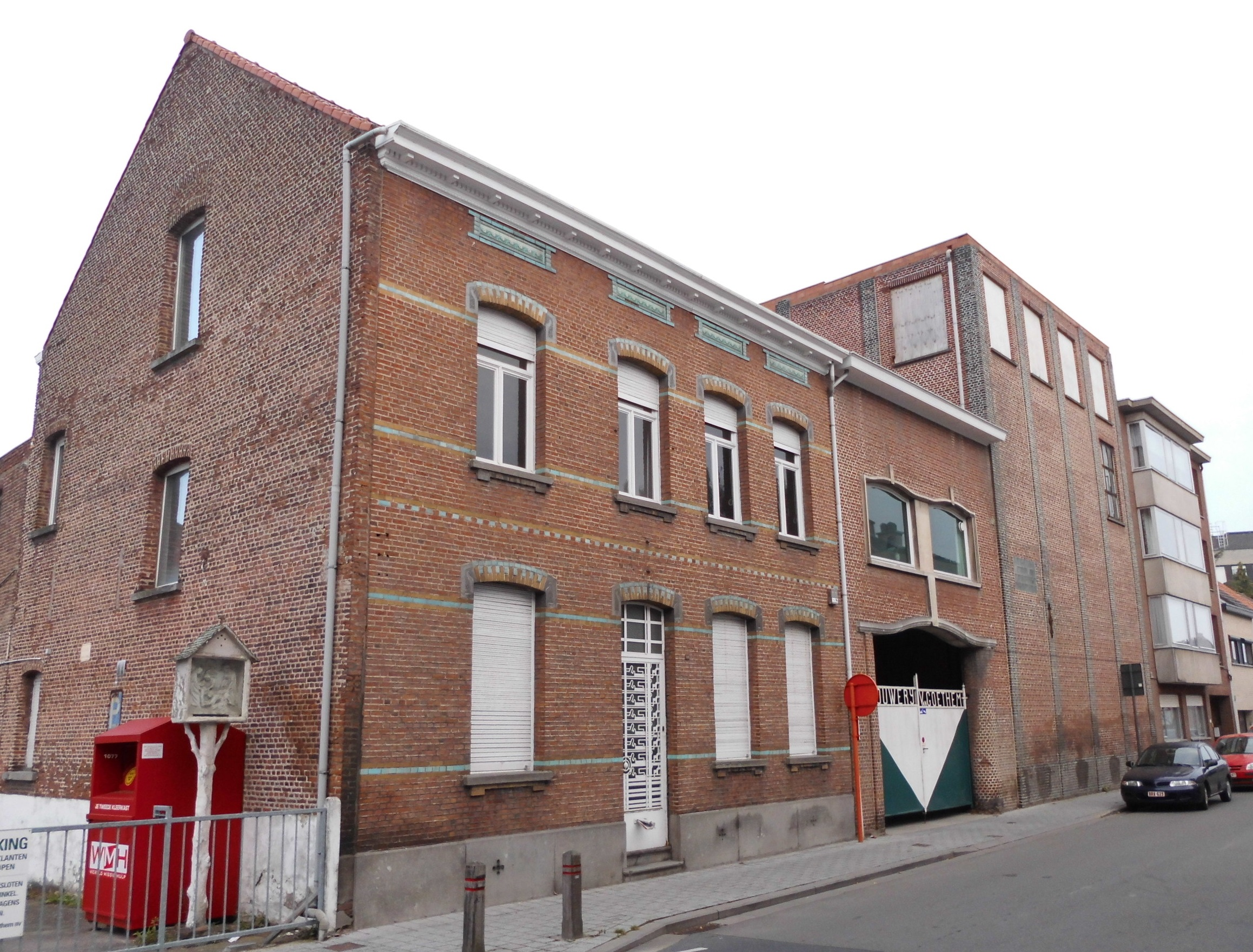
Brouwerij Van Goethem

De oudste archeologische sporen dateren uit de Romeinse periode. Vermoedelijk was er toen een kampplaats ter bewaking van de heirbaan Rijsel-Antwerpen. De oudste vermelding van het dorp dateert uit 1166, onder de vroegere benaming Scausele.
De oudste bronnen over de ontginning van Rupeliaanse klei gaan terug tot de 16e eeuw. In de 18e eeuw kwam de klei-exploitatie sterk op en in 1881 waren er een honderdtal steengelagen. Het dorp kende toen een jaarlijkse productie van circa 90 miljoen bakstenen. Dit ondanks het feit dat in 1865 een veertigtal arbeidersgezinnen het dorp verlieten, ze trokken naar Lot. De steenbakkersknechten waren vermoedelijk ingegaan op profetieën van ronselaars voor de fabrieken. Ze vestigden zich in de Carré en gingen aan de slag bij weverij Scheppers.
Een andere bedrijfstak was zoutbereiding. Met tjalken werd zout water vanuit Vlissingen aangevoerd. Rond 1900 waren er drie zoutziederijen in bedrijf. Ook de scheepstimmerwerf, de vier brouwerijen en de huisnijverheid, met name wissenblekerij, mandenmakerij, kantwerk, touwslagerij en klompenmakerij zorgden voor werkgelegenheid.
Brouwerij Van Goethem was gevestigd in de Gelaagstraat 149. Ze was bekend voor het tripelachtig bier van hoge gisting Cuvée de Briqville en Fakir.
Vanaf 1904 tot 1952 reed hier ook tramlijn H Van Hamme naar Antwerpen-Linkeroever.
De laatste steenbakkerij, Steenbakkerij Steendorp, sloot rond 2010 de deuren en kent nog geen herbestemming.

## Demografische ontwikkeling
- Bronnen:NIS, Opm:1831 tot en met 1970=volkstellingen; 1976 = inwoneraantal op 31 december

## Bezienswaardigheden

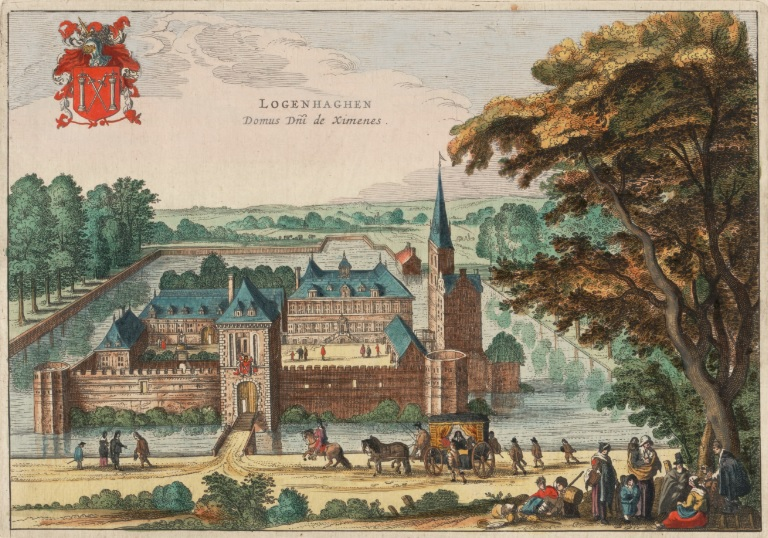
Kasteel Leugenhage, ook gekend als het 'Blauwhof', in de 1e helft van de 17e eeuw - Afbeelding uit Flandria Illustrata (1641)

- De Sint-Jan-Evangelistkerk in de Gelaagstraat. De kerk werd vanaf 1828 opgebouwd en verkreeg vanaf 1889 (naar ontwerp van architect Auguste Van Assche) haar huidige neoromaanse voorgevel met half ingewerkte zijtoren.[5][6] Patroonheilige is Sint-Jan.
- De kapel Onze-Lieve-Vrouw van Zeven Weeën in de Gelaagstraat. Ze werd opgericht in het tweede kwart van de 19e eeuw ter verdrijving van de cholera in het dorp.[7]
- Het Fort van Steendorp is een voormalig fort ter verdediging van Antwerpen, thans is het een natuurgebied.[8]
- De 12 km lange Duitse bunkerlinie Westabschnitt[9] uit de Eerste Wereldoorlog was gelegen tussen het fort van Steendorp en de Beverse polders via Bazel, Vrasene en Haasdonk. De Westabschnitt maakte deel uit van de Stellung Antwerpen. Twee van de bunkers zijn gelegen in Steendorp nabij de Blauwhofstraat.[10]
- Tot het einde van de 18e eeuw was er het kasteel Leugenhage, ook gekend als het Blauwhof. De Blauwhofstraat is er naar vernoemd.

## Natuur en landschap
Steendorp ligt in het Waasland en aan de Schelde. Het laagste punt is ongeveer 2 meter. In het noorden ligt de helling van de Cuesta van het Waasland en neemt de hoogte toe tot 26 meter. Deze helling is erg populair bij wielertoeristen uit de buurt, aangezien het een van de weinige natuurlijke hellingen is op fietsafstand van Antwerpen. De aanwezigheid van Rupelse klei, geschikt voor de productie van bakstenen, heeft geleid tot een bloeiende baksteenindustrie, waardoor veel kleiputten ontstonden. Vaak ontwikkelde zich daaromheen weer natuur. Natuurgebieden zijn:
- De Roomkouter is een voormalige kleiput dat nu een natuurgebied is. Het natuurgebied bestaat uit 2 zones: zone 1 is een natuurgebied, zone 2 is eerder een park met een Finse piste (900m lang), een bijzonder loopparcours voor joggers, en een natuurvriendelijke speeltuin.
- Het Kijkverdriet is een natuurgebied aan de dijk tegenover de steenbakkerij. Op de dijk zelf is een picknicktafel met zicht op het Kijkverdriet voorzien.
- De Vuurkouter is een kleiputtengebied.
- Het Gelaagpark

## Politiek

### Bestuur
Steendorp had een eigen gemeentebestuur en burgemeester van 1881 tot de fusie met Temse in 1976. Tijdens de Eerste Wereldoorlog, vanaf 24 juli 1916, werd het dorp door de Duitse bezetter ingedeeld in de Westabschnitt van 't Vestingsgouvernement Antwerpen.

### Burgemeesters
| Tijdspanne | Tijdspanne  | Burgemeester                       |
| ---------- | ----------- | ---------------------------------- |
|            | 1881 - 1896 | Paul Verheyen                      |
|            | 1896 - 1904 | Leopold Dekeersmaeker              |
|            | 1904 - 1911 | Adolf Van Brabant (onderwijzer)    |
|            | 1912 - 1932 | Emiel Verheyen (brouwer)           |
|            | 1933 - 1941 | Constant Van Havere (gelaagwerker) |
|            | 1941 - 1947 | ?                                  |
|            | 1947 - 1976 | Jozef Peeters (CVP) (huisarts)     |

### Resultaten gemeenteraadsverkiezingen
Onderstaande tabel toont de evolutie in de zetelverdeling van de Steendorpse gemeenteraad tussen 1922 en 1964. De getallen zijn gebaseerd op de Gazette van Temsche.
| Partij | Partij             | 1921 | 1926 | 1932 | 1938 | 1946 | 1952 | 1958 |
| ------ | ------------------ | ---- | ---- | ---- | ---- | ---- | ---- | ---- |
|        | KVB1 / KVV2 / CVP3 | 11   | 51   | 61   | 62   | 63   | 73   | 83   |
|        | LP1                | 11   | 51   | 41   | 31   | 21   | 1    | 1    |
|        | BWP1 / BSP2        | -    | 1    | 1    | 21   | 2    | 32   | 2    |
| Totaal | Totaal             | 11   | 11   | 11   | 11   | 10   | 11   | 11   |

De zetels van de gevormde coalitie krijgen als achtergrondkleur de partijkleur. De zetels van de lijst die de burgemeester levert, staan vetjes afgedrukt.

## Cultuur

### Wapen
Het Wapen van Steendorp werd nooit officieel toegekend, het werd echter wel in de praktijk gebruikt door de toenmalige gemeente.

### Folklore
De dorpsreus Keizer Karel I dateert uit 2011 en werd gemaakt naar aanleiding van het overlijden van Kalman Horvath, alias Keizer Karel I van Steendorp; boegbeeld van het Steendorpse carnaval. Hij was de vaste pijnder van de reus Mercator (1994) uit Rupelmonde. Hij is 3,90 meter en weegt 40 kilo. Het hoofd werd gemaakt door Jo Bocklandt. Sinds 2015 is het reuzenbestand uitgebreid met Mie Matsjoefel ter ere van de Matsjoefelommegaunk. Ze werd gebaseerd op een tekening van Don Houthoofd, is 3 meter hoog en weegt 50 kilo. Haar hoofd werd eveneens gemaakt door Jo Bocklandt.

### Beeldcultuur
Acteur Martin Gyselinck zelf geboren in Temse en woonachtig in Steendorp vertolkte in Bompa en Chez Bompa Lawijt de rol van Ward. Erg kenmerkend aan die rol was dat deze ook afkomstig was uit Steendorp en steeds "é? é? é?" zei. Wards vrouw Marie-Louise (actrice Mariette Verley) reed zo met een moto rond, de "Steendorp Express" genoemd.

### Muziek
Briqueville is een mysterieuze Belgische postmetal-band uit Steendorp, opgericht rond 2006 en debuutalbum in 2014. De leden hullen zich tijdens optredens in lange gewaden en dragen maskers, zodat niet gekend is wie de leden van de band zijn.

### Fictief
- Ward, een typetje van Martin Gyselinck
- Keizer Karel I (2011), dorpsreus
- Mie Matsjoefel (2015), dorpsreuzin

## Mobiliteit
Steendorp heeft 2,6 km aan dijken met veel banken en picknicktafels, het wegennetwerk telt ongeveer 15 km.

## Bekende (ex-)inwoners
Bekende personen die geboren of woonachtig zijn of waren in Steendorp of een andere significante band met het dorp hebben:
- Arthur Meersman (1908-1984), schilder
- Jozef Peeters (1916-2004), politicus
- Luc Smets (1947-2023), zanger, componist, arrangeur en dirigent
- Martin Gyselinck (1940), acteur

## Trivia
- De bijnaam van de inwoners is mosterdpotten, wat verwijst naar de vorm van de kerktoren.[16]

## Nabijgelegen kernen
Temse, Rupelmonde